# Campionato mondiale di scherma 2002
Il Campionato mondiale di scherma si è svolto a Lisbona in Portogallo.
Le competizioni sono iniziate il 18 agosto e sono terminate il 23 agosto 2002.
Sono stati assegnati sei titoli femminili e sei titoli maschili:
- femminile
  - fioretto individuale
  - fioretto a squadre
  - sciabola individuale
  - sciabola a squadre
  - spada individuale
  - spada a squadre
- maschile
  - fioretto individuale
  - fioretto a squadre
  - sciabola individuale
  - sciabola a squadre
  - spada individuale
  - spada a squadre

## Risultati

### Uomini
| Evento                          | Oro                                                                         | Argento                                                             | Bronzo                                                                            |
| Spada                           |                                                                             |                                                                     |                                                                                   |
| Spada individuale (dettagli)    | Pavel Kolobkov                                                              | Fabrice Jeannet                                                     | Gu Gyo-Dong Vitalij Zacharov                                                      |
| Spada a squadre (dettagli)      | Francia Fabrice Jeannet Benoît Janvier Jean-Michel Lucenay Hugues Obry      | Russia Pavel Kolobkov Sergej Kočetkov Aleksej Selin Vjačeslav Selin | Corea del Sud Gu Gyo-Dong Kim Jeong-Gwan Lee Sang-Yeop Yang Roy-Sung              |
| Fioretto                        |                                                                             |                                                                     |                                                                                   |
| Fioretto individuale (dettagli) | Simone Vanni                                                                | André Weßels                                                        | Piotr Kiełpikowski Wu Hanxiong                                                    |
| Fioretto a squadre (dettagli)   | Germania Ralf Bißdorf Peter Joppich Lars Schache André Weßels               | Francia Brice Guyart Loïc Attely Jean-Noël Ferrari Franck Boidin    | Spagna Javier Menéndez Luis Caplliure José Francisco Guerra Javier García Delgado |
| Sciabola                        |                                                                             |                                                                     |                                                                                   |
| Sciabola individuale (dettagli) | Stanislav Pozdnjakov                                                        | Julien Pillet                                                       | Mihai Covaliu Luigi Tarantino                                                     |
| Sciabola a squadre (dettagli)   | Russia Stanislav Pozdnjakov Aleksej Frosin Sergej Šarikov Aleksej D'jačenko | Italia Giampiero Pastore Giacomo Guidi Aldo Montano Luigi Tarantino | Germania Dennis Bauer Michael Herm Harald Stehr Alexander Weber                   |

### Donne
| Evento                          | Oro                                                                     | Argento                                                                           | Bronzo                                                                        |
| Spada                           |                                                                         |                                                                                   |                                                                               |
| Spada individuale (dettagli)    | Hyun Hee                                                                | Imke Duplitzer                                                                    | Ana Maria Brânză Britta Heidemann                                             |
| Spada a squadre (dettagli)      | Ungheria Hajnalka Tóth Adrienn Hormay Hajnalka Kiraly                   | Estonia Maarika Võsu Irina Embrich Olga Aleksejeva Heidi Rohi                     | Cina Luo Xiaojuan Li Na Shen Weiwei Zhong Weiping                             |
| Fioretto                        |                                                                         |                                                                                   |                                                                               |
| Fioretto individuale (dettagli) | Svetlana Bojko                                                          | Ekaterina Juševa                                                                  | Edina Knapek Aida Mohamed                                                     |
| Fioretto a squadre (dettagli)   | Russia Svetlana Bojko Ekaterina Juševa Ol'ga Lobynceva Julija Chakimova | Polonia Sylwia Gruchała Małgorzata Wojtkowiak Anna Rybicka Magdalena Mroczkiewicz | Romania Laura Badea-Cârlescu Roxana Scarlat Cristina Stahl Zsofia Lazăr-Szabo |
| Sciabola                        |                                                                         |                                                                                   |                                                                               |
| Sciabola individuale (dettagli) | Tan Xue                                                                 | Elena Zhemaeva                                                                    | Elena Nečaeva Cécile Argiolas                                                 |
| Sciabola a squadre (dettagli)   | Russia Elena Nečaeva Margarita Žukova Irina Baženova Natal'ja Makeeva   | Ungheria Edina Csaba Orsolya Nagy Annamaria Nagy Gabriella Sznopek                | Azerbaigian Jelena Amirova Elena Zhemaeva Anjela Volkova Janna Siukajeva      |

## Medagliere
| Posizione | Nazione       |    |    |    | Totale |
| --------- | ------------- | -- | -- | -- | ------ |
| 1         | Russia        | 6  | 2  | 1  | 9      |
| 2         | Francia       | 1  | 3  | 1  | 5      |
| 3         | Germania      | 1  | 2  | 2  | 5      |
| 4         | Ungheria      | 1  | 1  | 2  | 4      |
| 5         | Italia        | 1  | 1  | 1  | 3      |
| 6         | Cina          | 1  | 0  | 2  | 3      |
| 6         | Corea del Sud | 1  | 0  | 2  | 3      |
| 8         | Azerbaigian   | 0  | 1  | 1  | 2      |
| 8         | Polonia       | 0  | 1  | 1  | 2      |
| 10        | Estonia       | 0  | 1  | 0  | 1      |
| 11        | Romania       | 0  | 0  | 3  | 3      |
| 12        | Bielorussia   | 0  | 0  | 1  | 1      |
| 12        | Spagna        | 0  | 0  | 1  | 1      |
| Totale    | Totale        | 12 | 12 | 12 | 36     |